# Damodar
Der ca. 590 km lange Damodar ist ein rechter Nebenfluss des Hugli in den indischen Bundesstaaten Jharkhand und Westbengalen.

## Verlauf
Der Damodar entspringt auf der Chota-Nagpur-Hochebene in Jharkhand auf etwa 700 m. Er fließt in östlicher Richtung nach Westbengalen, wendet sich dann nach Süden und mündet 35 km südwestlich von Kalkutta in den Hugli. Am Unterlauf zweigt der Flussarm Mundeswari rechts ab und vereinigt sich später mit dem Rupnarajan.

## Städte am Fluss
Größere Städte am Flusslauf sind Phusro, Ramgarh Cantonment, Durgapur und Bardhaman.

## Stauseen
Bis zum Jahr 1943 gab es im Damodar-Becken zahlreiche Überschwemmungen. Die im Jahr 1948 gegründete Damodar Valley Corporation (DVC) entschloss sich deshalb zum Bau von mehreren Staudämmen, die letztlich verschiedenen Zwecken dienten (Trinkwasserversorgung, Feldbewässerung, Stromerzeugung). Am Damodar selbst liegen die Talsperren Tenughat (Fertigstellung 1953) und Panachet (Fertigstellung 1959); an seinen Nebenflüssen befinden sich weitere Stauseen. Das Damodar-Becken gehört heute zu den am stärksten industrialisierten Regionen ganz Indiens.

## Ökologie
Aufgrund unzähliger Industriebetriebe an seinen Ufern (z. B. Kohleförderung und -verarbeitung, Zement-, Metall- und Chemische Industrie), welche meist ihre Abwässer ungeklärt einleiten, zählt der Damodar zu den am stärksten verschmutzten Flüssen Indiens.